# Currulao (Antioquia)
Currulao es un centro poblado ubicado en la Localidad N° 1 Agrícola y Portuaria del distrito de Turbo en Colombia.
Se encuentra en la subregión antioqueña del Urabá. Currulao fue municipio por un breve período en el 2008.

## Toponimia
El origen de su nombre proviene del Curruladó, vocablo Katío que traduce "Ríos de aguas bravas" y no del famosísimo baile folclórico de la costa pacífica llamado "Currulao".

## División territorial
El centro poblado se encuentra dividido en los barrios: 
Primero de Mayo, Vélez, Pueblo Nuevo, Buenos Aires, Las Flores, El Baile, 24 de diciembre, Turbay Ayala, Escobar, Jardín, La Esperanza, Frontinito del Valle, 20 de Julio, Urbanización El Baile, El Progreso, Nueva Jerusalén y La Polvera.

## Propuesta de municipalidad
El corregimiento busca su independencia desde 1990, pero la creación de Currulao como municipio se aprobaría solo en 2007; la misma fue ordenada en la Asamblea Departamental de Antioquia por 13 votos afirmativos y 12 negativos, mediante la aprobación del Proyecto de Ordenanza n.º 013: “Por medio de la cual se crea el Municipio de Currulao”, (lo compondrán los corregimientos Riogrande, Nueva Antioquia, Alto de Mulatos y Currulao), el 28 de junio de 2007, siendo segregado de Turbo.
Currulao inició su vida independiente en 2008; sin embargo el 28 de noviembre de ese mismo año, el Tribunal Administrativo de Antioquia notificó que la asamblea departamental no era la autoridad competente, por lo que Currulao volvía a hacer parte de Turbo. 
Esto se debe a que el Congreso de la República elevó a Turbo a la categoría de distrito antes de que la asamblea departamental segregara a Currulao; por ende, le corresponde a las Comisiones Especiales de Seguimiento al Proceso de Descentralización y Ordenamiento Territorial del Senado de la República y de la Cámara de Representantes, quien debe determinar o modificar los límites de los distritos especiales, así como la solución de conflictos limítrofes entre un distrito y un municipio.

## Historia
Currulao se erige como tal en el año 1949, sin embargo, su historia no dio inicio con esta declaración jurídica.
El centro poblado nació como una hacienda de vasta extensión la cual llevaba por nombre "Hacienda Currulao" y esta contaba con un terreno de 1.000 hectáreas el cual era utilizado para la ganadería y los cultivos como cacao, plátano, arroz y maíz. Esas tierras habían sido dadas en concesión nacional a Nazir Yabur quien en 1929 fue asesinado y sus herederos vendieron el ganado y la hacienda fue abandonada. Sin embargo con motivo de la construcción de la carretera al mar que dio inicio en el año 1926 Currulao se convirtió en un campamento en la sesión correspondiente a Turbo.
Los primeros pobladores de Currulao fueron los carreteros (las personas que trabajaban en el proyecto de la carretera al mar), esto sucedió en 1931. En 1949 Currulao ya era un pequeño caserío, fue por eso que para ese año se le declaró como uno de los corregimientos pertenecientes al municipio de Turbo.
Currulao actualmente se destaca por ser uno de los corregimientos que posee mayor extensión de cultivos de banano en la zona de Urabá, estos cultivos inician en 1962 a cargo de la frutera de Sevilla y la The United Fruit Company; las expediciones y el cultivo intenso de esta fruta fue y ha sido un constante promotor de la migración y el crecimiento poblacional del corregimiento.
El surgimiento de los barrios nace del cultivo de la palma africana que existía en la zona. En la década de los 60 se implementó este cultivo en los alrededores de lo que para entonces era Currulao. En 1969 la compañía de Desarrollo Agrícola tenía sembradas 2800 hectáreas de Palma Africana en su plantación de "La Arenosa", ubicada en lo que actualmente son los barrios 24 de Diciembre, 20 Julio, 1 de Mayo y Vélez, sin embargo, a partir de esa fecha hubo una progresiva pérdida de estos cultivos, su producción disminuyó y para 1986 estos desaparecieron completamente a causa de la invasión de 537 familias en los dominios donde estaban los cultivos de la Palma Africana. En la actualidad dichos predios constituyen los barrios más grandes y populares de Currulao.